# 一级方程式赛车赛事规则及变化
国际汽车联合会負責制定和执行“F1赛事规则”，这些规则从1950年举办的第一届世界一级方程式锦标赛以来，已经修改多次。
21世纪以前的大奖赛常借用城市的街道或地势复杂且偏僻的道路作为赛道，加之比赛规则不完善，因此车队以及赛车手的都面临着极大的挑战。随着专业赛道的出现和方程式赛车不断完善的比赛规则，这使得车手有了更好的发挥。本条目涵盖目前F1技术層面的要求以及賽事本身的各项规则，同时也将重点介绍介绍从1950年以来方程式赛车技术规则的部分变化。现行的一级方程式赛车赛事规则，可见世界一级方程式锦标赛。

## 部分年份规则变化

### 2007年规则变化
世界汽车运动理事会（WMSC）通过2007年和2008年F1的一系列新规则，其中几点重要的变化包括明年大奖赛使用轮胎的数量翻倍，第三赛车被取消和安全车规则的改变；2009年起赛车更换变速箱也将受到限制。
会后国际汽联公布2007年F1大奖赛修改的部分赛事规则。 
练习赛：每次练习赛中每支车队只能使用两辆赛车。车手人选不限，确定的第三车手人选或者正式比赛车手都可以驾驶。前两场练习赛将于大奖赛周末的第一天（通常是周五，摩纳哥是周四）举行，时间从1小时延长至90分钟。 
轮胎：普利司通将成为明年唯一的轮胎供应商。轮胎供应商需要在整个赛季年为每支车队提供材质、规格相同的轮胎。每站比赛只能提供两种规格的轮胎。每位车手每站比赛使用的干胎数量将从7套增加到14套。 
引擎：一台引擎使用两站比赛的规则计时区间只包括第二天练习赛和正式比赛当日（周五／周四练习赛不在此列）。引擎冻结的版本即各支车队在2006年最后两站比赛中使用的引擎规格将作为2007、2008、2009和2010年的引擎使用。 
安全车：安全车出动时，在所有赛车依次跟隨排序在安全车之後，所有賽道上的賽車都不可互相超車，赛车皆禁止进站。这一条是为了禁止赛车意图在安全车出动时迅速驶回维修区加油。 
在安全车回到维修区，比赛重新开始之前，夹在比赛车之间的被套圈赛车必须依序驶过正常圈的赛车。 
赛会：赛会有权处罚赛车退位发车。

### 2008年规则变化
标准ECU：取消牵引力控制系统 
所有的F1赛车使用标准电子控制单元（standard electronic control unit），即标准ECU来控制引擎、变速箱和离合器。标准ECU是由国际汽联指定的，由迈凯伦电子系统公司和微软所设计制造。去除牵引力控制系统所带来的主要影响体现在湿滑赛道上的驾驶，预计每圈比以前慢0.4秒。目前看来，车手们很好地适应去除牵引力系统的赛车。但是让车手们所担心的是湿滑赛道上比赛时的安全性。另一方面，没有牵引力控制系统也将为车手带来更多的超车机会。 
（ECU由迈凯伦為首，聯合几大车队表示反对）
引擎：首次非常规更换免受处罚 
新规则允许赛车第一次出现非常规更换引擎后，而不遭受发车位置退后10位的处罚。但条件是这次更换引擎必须确实是引擎故障，而非战术安排。除了首次非常规更换引擎可以免受处罚外，余下的比赛中仍要求每台引擎跑完连续两站比赛。 
变速箱：一箱四站 
今年要求每台变速箱必须连续使用四场大奖赛（周六和周日这两天）。任何非常规更换变速箱将招致发车位置退后5位的处罚。和引擎规则一样，如果车手在比赛中退赛可以更换变速箱而免受处罚。 
排位赛：不再补回燃油 
三节排位赛时间被调整为20分钟、15分钟和10分钟。其中参加第三节排位赛的赛车在排位赛结束后将不被允许补回第三节排位赛所消耗的燃油。这必将导致车手在第三节排位赛中相比以前减少行驶圈数。 
备用车：取消 
每支车队在任何一场大奖赛中所使用的赛车都不能超过两辆。也就是说，F1车队的车库内不会再出現备用车。

#### 技术规章变化
一辆标准的F1赛车宽度不能超过180cm，高度不能超過95cm，對其長度則無限制。但是其他的一些规章间接的限制赛车的长度和高度，其实赛车的各方面的尺寸都会受到规章的间接的限制；这样造成的结果是，各种不同的赛车在大小上都是很接近的。
整个赛车的车身外只能安装4个车轮，并且一定要按前两个车轮控制方向，后两个车轮提供动力的方式来工作。车身的头部和尾部与车轮之间的距离是有最小限制的。
底盘的主要部分包括一个“安全单元” ，它由以下部分组成：一个驾驶座，一个设计用来减轻对驾驶座前方直接撞击的结构，还有一个紧埃驾驶座后面的燃料容器。此外，赛车还必须在驾驶员的前后方安装一个滚动结构。必须保证驾驶员进出赛车除了要卸载掉方向盘外，不必任何其他的调整。
车载电子和计算机系统一旦在赛季的开始检测出来，以后在没有得到事先允许的情况下是不允许随意改变的。电子起动机和启动控制装置是被禁止的。
计算机上必须运行一个遥感事故数据报告系统，该系统应该是在BSD系统基础上更改的一个版本。

### 2016年规则变化

#### 技术规则变化
为了让赛车的声音更响亮以提高观赏性，新规则规定涡轮的排气出口须与减压阀的出口分开，车队可以选择使用两个减压阀排气管，而为避免车队利用排气管提高空气动力学性能，规定排气管最后150mm必须位于距赛车参考面以上350mm-500mm范围内。为了平衡各车队引擎性能差距，允许引擎供应商进行赛季中期引擎研发。规定研发配额的数量保持为32个，原来被禁止研发的上下曲轴箱，阀门驱动部件，空气阀门部件和辅助驱动部件都可以继续研发。

#### 排位赛新规则：“90秒大逃杀”
2016年实行新的排位赛规则，规定将在规定的时间淘汰固定数量的车手。假设有20赛车：
* Q1总计16分钟。所有赛车允许驶上赛道。7分钟后最慢的一台赛车被淘汰，并必须驶回维修站。 相同的程序分别开始于第8分30秒，第10分钟，第11分30秒，第13分钟，第14分30秒，直到留下16台赛车。 至Q1倒计时结束，所有已经通过终线的赛车可以再跑一个计时圈。至本节最终成绩表产生，最慢的一台赛车被淘汰，剩下的15台赛车晋级。
* Q2总计15分钟。所剩的15赛车允许驶上赛道。6分钟后最慢的一台赛车被淘汰，并必须驶回维修站。相同的程序分别开始于第7分30秒，第9分钟，第10分30秒，第12分钟，第13分30秒，直到留下9台赛车。至Q2倒计时结束，所有已经通过终线的赛车可以再跑一个计时圈。 至本节最终成绩表产生，最慢的一台赛车被淘汰，剩下的8台赛车晋级。
*Q3总计14分钟。所剩的8台赛车允许驶上赛道。5分钟后最慢的一台赛车被淘汰。 相同的程序分别开始于第6分30秒，第8分钟，第9分30秒，第11分钟，第12分30秒，直到留下2台赛车。
*至Q3倒计时结束，所剩的2台赛车如果已经通过终线则可以再跑一个计时圈。 最后一圈完成后，本节最终成绩表产生。
*根据赛车数量的不同还会对具体时间做出调整。
新的排位赛规则对车手和车队的要求极高，并且也曾出现许多专业人士对新规理解不到位导致大量意外情况发生的情况。因此该规则仅在2016年澳大利亚大奖赛和巴林大奖赛两站使用，随后就因受到反对而废止。F1回到三节排位赛的排位制度。

#### 轮胎变化
2016年的轮胎选项变得更加复杂。
2016赛季前F1轮胎选项共有6种，四种干地可选择的轮胎分别为：超软胎（supersoft）、软胎（soft）、中性胎（medium）、硬胎（hard），两种雨胎：半雨胎（intermediate）、雨胎（wet）。变化后加入新的干地轮胎：极软胎（ultrasoft）。也就是说，车手共有7种轮胎选择。
每站比赛官方指定3种干胎配方。每位车手每个分站可使用13套干胎，其中，倍耐力指定3套，余下10套车手自选（需提前8周告知FIA，FIA在赛前2周公开信息）。指定的3套中配方最软的一套强制用于第三节排位赛，未进Q3的车手可将此胎用于正赛。排位赛进入Q3的车手在Q2做出最快圈速的那套胎为其正赛发车轮胎，其余车手不限。所有车手正赛必须进站换胎，且必须是不同种类的两种轮胎。雨胎规则不变。
此后，FIA还针对F1的轮胎选择进行了多次调整。

### 2022年规则变化
2022赛季新规则发布的目的：令赛事中更多缠斗、更易超车、比赛可观性更高。

#### 技术规则变化
- 地面效应回归:地面效应是指气流从赛车底部的管道穿过，从而将车辆牢牢“固定”在地面上的一种效果，可大大减弱跟车的难度，从而使超车变得更容易。2022年地面效应回归F1，而上一次采用地面效应已是1977至1982年，最终因安全问题而禁止，在安全系数与技术规则日益成熟的今天得到重新使用。然而在10支车队中，没有现役工程师参与设计过当年的地面效应F1赛车。这也意味着，地面效应技术对绝大多数车队都是一项挑战，各车队需要在风洞测试与冬季测试中不断打磨，以获得最佳效果。[8]

#### 轮胎变化
1.2022赛季，F1轮胎供应商倍耐力将启用更大尺寸的18英寸的轮胎。相较往年的13英寸轮胎，本次变化旨在尽可能减少轮胎过热，从而为超车提供更多机会。
2.2022赛季起，起步轮胎可自由选择，进入第三节排位赛的车手无需将第二节排位赛的轮胎作为起步轮胎。